# Surdulica
Surdulica (serbocroata cirílico: Сурдулица) es un municipio y villa de Serbia perteneciente al distrito de Pčinja del sur del país.
En 2011 tiene 20 319 habitantes, de los cuales 11 400 viven en la villa y el resto en las 40 pedanías del municipio. La gran mayoría de la población se compone de serbios (16 233 habitantes), con una importante minoría de gitanos (2531 habitantes).
Se sitúa sobre la carretera 40, que une Vladičin Han con Bulgaria.

## Pedanías
| - Alakince - Bacijevce - Belo Polje - Binovce - Bitvrđa - Božica - Vlasina Okruglica - Vlasina Rid - Vlasina Stojkovićeva - Vučadelce - Gornja Koznica - Gornje Romanovce | - Groznatovci - Danjino Selo - Dikava - Donje Romanovce - Drajinci - Dugi Del - Dugojnica - Zagužanje - Jelašnica - Kalabovce - Kijevac - Klisura - Kolunica - Kostroševci | - Leskova Bara - Masurica - Mačkatica - Novo Selo - Palja - Rđavica - Stajkovce - Strezimirovci - Suvojnica - Suhi Dol - Topli Do - Topli Dol - Troskač - Ćurkovica |